# Krigeage

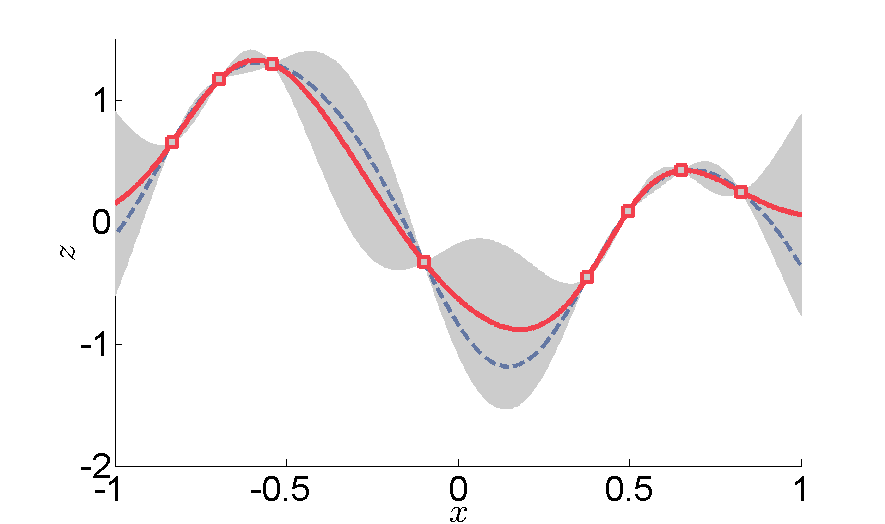
Exemple d'interpolation de données unidimensionnelles par krigeage. Les carrés rouges indiquent l'emplacement des données. L'interpolation par krigeage, représentée en rouge, suit les moyennes des intervalles crédibles normalement distribués représentés en gris. La courbe en pointillé montre une spline qui est lisse, mais qui s'écarte de manière significative des valeurs attendues données par ces moyennes.

Le krigeage est, en géostatistique, une famille de méthodes d’estimation linéaires garantissant le minimum de variance sous certaines hypothèses. Le krigeage réalise l'interpolation spatiale d'une variable régionalisée par calcul de l'espérance mathématique d'une variable aléatoire, utilisant l'interprétation et la modélisation du variogramme expérimental. Il tient compte non seulement de la distance entre les données et le point d'estimation, mais également des distances entre les données deux à deux.
Le terme « krigeage » provient du nom de famille de l'ingénieur minier sud-africain Danie G. Krige. Il a été formalisé pour la prospection minière par Georges Matheron (1930-2000) au BRGM puis à l'École des mines de Paris. Depuis, le domaine de ses applications a largement été étendu, touchant notamment la météorologie, les sciences de l’environnement et l’électromagnétisme.
Selon les hypothèses sous-jacentes, le krigeage se décline sous plusieurs variantes (simple, ordinaire…) qui toutes utilisent les mêmes principes.

## Notations utilisées
- Q une quantité (définie de manière quelconque) à estimer en un point ;
- z la variable régionalisée étudiée ;
- Z la fonction aléatoire associée à z ;
- K, m sa covariance et son espérance ;
- n le nombre de points de mesure ;
- x0 le point d'estimation ;
- xi, i = 1…n les points de mesure ;
- * l'opérateur d'estimation par krigeage; ainsi Z* est l'estimateur de krigeage de Z ;
- Z*
0 la valeur estimée en x0 par le krigeage considéré ;
- Zi, i = 1…n les données, connues aux points de mesure xi ;
- λi le poids affecté par le krigeage à la valeur en xi ;
- μ le paramètre de Lagrange utilisé dans le krigeage ;
- γi,j la valeur du variogramme γ pour une distance |xi - xj| ;
- Ki,j la valeur de la covariance K pour une distance |xi - xj| ;
- fl, l = 1… les fonctions de base dans le cas du krigeage universel, f0 = 1 ;
- fli la valeur de fl au point xi ;

## Principe d'un krigeage
Un krigeage habituel fait se succéder plusieurs actions :
- recueil et prétraitement de la donnée : il s'agit de nettoyer la variable régionalisée z de ses valeurs aberrantes, valeurs mal codées… Il peut être utile de transformer la donnée (par bijection) en un paramètre qui sera estimé à sa place, avant transformation réciproque.
- décision de l'estimation attendue : généralement, il est cherché une estimation en chaque point d'une grille, parfois en chaque volume élémentaire.
- choix d'un modèle : un modèle de fonction aléatoire Z associée à z est proposé, selon les hypothèses faites sur sa stationnarité, sa valeur moyenne, les éventuels paramètres auxiliaires.
- calage d'un variogramme : sur la considération du variogramme expérimental, un modèle de variogramme γ est choisi, respectant les conditions découlant du choix du modèle.
- krigeage proprement dit : le type de krigeage dépend du choix du modèle, et du type de résultat attendu. Il varie selon le choix du voisinage.
- post-traitement : une éventuelle transformation réciproque est appliquée ; le résultat est commenté.

Le calcul fournit également une variance de krigeage σ2
K, qui dépend du variogramme et de la position des points de données, mais pas des valeurs de celles-ci.

## Contraintes d'un krigeage
Le fait que le krigeage est l'estimateur linéaire de variance minimale se traduit par quatre contraintes successives, qui permettent d'écrire le système de krigeage pour toutes les variantes de la méthode.
La suite détaille les quatre étapes de construction d'un estimateur Q* pour une quantité à estimer Q.

### Linéarité
Dans un souci de réalisme, on pose que la quantité à estimer est une fonctionnelle linéaire de la fonction aléatoire étudiée (dans le cas général: {\textstyle Q=\int Z\left(x\right)p\left(\mathrm {d} x\right)}); le cas plus large (problèmes de coupure et de sélection…) relève de la géostatistique non linéaire.
L'estimateur est posé comme combinaison linéaire des données, de poids inconnus pour l'instant : {\textstyle Q^{*}=\sum _{i}\lambda _{i}Z_{i}}

### Autorisation
L'erreur d'estimation doit être une combinaison linéaire autorisée, c'est-à-dire que son espérance et sa variance doivent être définies.
La condition d'autorisation s'écrit différemment selon le modèle sous-jacent supposé (on supposera toujours le support borné).
- Dans le modèle stationnaire d'ordre 2, toutes les combinaisons linéaires sont autorisées, et il n'y a pas de contrainte.
- Par contre, dans le modèle intrinsèque, une combinaison linéaire est autorisée si et seulement si son poids total est nul :{\textstyle \sum _{i}\lambda _{i}=0}

### Universalité
On exige de l'estimateur qu'il ne présente pas de biais statistique par rapport à la quantité à estimer. Cette contrainte peut être nommée contrainte de non-biais ou d'espérance nulle :{\textstyle \mathbf {E} \left[Q^{*}-Q\right]=0}

### Optimalité
On demande à l'erreur d'estimation d'être de variance minimale, sous les contraintes précédentes. Sauf cas particuliers, il y existe une solution unique {\textstyle \left\{\lambda _{i}\right\}_{i=1..n}} à ce problème d'estimation.
Le résultat de ces quatre contraintes est, dans le cas général, un système de Cramer, qui admet une solution et une seule.
On peut étendre cette démarche dans le cas continu en considérant non des pondérations λi mais des mesures λ(dx).

## Krigeages ponctuels

### Krigeage stationnaire à moyenne connue (krigeage simple)
Soit Z une fonction aléatoire stationnaire d'ordre 2. Son espérance m et sa matrice de covariance {\displaystyle K=(K_{i,j})_{1\leq i,j\leq n}} pour les sites d'échantillonnage {\displaystyle (x_{1},\dots ,x_{n})} sont supposées connues. On suppose sans perte m=0. On cherche le krigeage de Z en un point x0.
Hypothèses d'écriture du krigeage simple
1. Par linéarité, le problème devient la recherche des poids λi, dépendants du point d'estimation, tels que {\textstyle Z_{0}^{*}=\sum _{i}\lambda _{i}Z_{i}};
2. L'autorisation est assurée dans le cas stationnaire;
3. L'universalité est assurée par hypothèse : {\textstyle \mathbf {E} \left[Z_{0}\right]=E\left[Z_{i}\right]=0};
4. L'optimalité suppose : {\textstyle \forall i,\sum _{j}\lambda _{j}K_{i,j}=K_{i,0}}

Le système de krigeage simple s'écrit matriciellement :
{\displaystyle \mathbf {K} \mathbf {\lambda } =\mathbf {K} _{0}}
où :
- K est la matrice de covariance aux sites d'échantillonnage :

{\displaystyle \mathbf {K} ={\begin{pmatrix}K_{1,1}&\cdots &K_{1,n}\\\vdots &\ddots &\vdots \\K_{n,1}&\cdots &K_{n,n}\end{pmatrix}}=(\operatorname {cov} (Z(x_{i}),Z(x_{j})))_{1\leq i,j\leq n}}
- λ est la matrice des poids de krigeage :

{\displaystyle \mathbf {\lambda } ={\begin{pmatrix}\lambda _{1}\\\vdots \\\lambda _{n}\end{pmatrix}}}
- K0 est la matrice de covariance du point krigé avec les sites d'échantillonnage

{\displaystyle \mathbf {K} _{0}={\begin{pmatrix}K_{1,0}\\\vdots \\K_{n,0}\end{pmatrix}}=(\operatorname {cov} (Z(x_{i}),Z(x_{0})))_{1\leq i\leq n}}
La matrice de covariance étant symétrique définie positive, elle est inversible et on résout le système de krigeage en l'inversant : 
{\displaystyle \mathbf {\lambda } =\mathbf {K} ^{-1}\mathbf {K} _{0}}
Le résultat de l'interpolation au point x0 est :
{\displaystyle {Z_{0}}^{*}=\sum _{i}\lambda _{i}Z_{i}}
Dans le cas général, l'espérance m de Z n'est pas toujours nulle. On calcule alors les poids λi du krigeage de la variable Z - m au point x0, dont l'espérance est nulle. On obtient le krigeage simple de Z en x0 :
{\displaystyle {Z_{0}}^{*}=\sum _{i}\lambda _{i}Z_{i}+\left(1-\sum _{i}\lambda _{i}\right)m}
La variance d'estimation du krigeage simple est :
{\displaystyle {\sigma _{\mathrm {S} }}^{2}=K_{0,0}-\sum _{i}\lambda _{i}K_{0,i}}
Le krigeage simple ne peut s'écrire directement en termes de variogramme, puisque la somme des poids n'est pas égale à 1. Le krigeage simple exige que la covariance soit définie, c'est-à-dire que le variogramme présente un palier.
Si la fonction aléatoire Z est gaussienne, le résultat de krigeage Z0* est l'espérance conditionnelle, et l'estimation et l'erreur sont gaussiennes :
{\displaystyle {Z_{0}}^{*}=\mathrm {E} \left[Z_{0}|Z_{1},\dotsc ,Z_{n}\right]}
{\displaystyle Z_{0}-{Z_{0}}^{*}\sim {\mathcal {N}}\left(0,{\sigma _{\mathrm {S} }}^{2}\right)}

### Krigeage stationnaire à moyenne inconnue (krigeage ordinaire, 1)
L'espérance m est supposée inconnue (mais définie).
Hypothèses d'écriture du krigeage ordinaire
1. La linéarité donne {\textstyle Z_{0}^{*}=\sum _{i}\lambda _{i}Z_{i}};
2. L'autorisation est assurée dans le cas stationnaire;
3. L'universalité ne permet pas de supposer m = 0, et donne {\textstyle \sum _{i}\lambda _{i}=1};
4. L'optimalité est réalisée par la méthode du multiplicateur de Lagrange. Soit μ ce paramètre, on obtient le système de krigeage ci-après

{\displaystyle {\begin{cases}{\begin{aligned}&\sum _{j}\lambda _{j}K_{i,j}&+~\mu &=K_{i,0}~\forall i\\&\sum _{j}\lambda _{j}&&=1\end{aligned}}\end{cases}}}
Le système de krigeage ordinaire s'écrit matriciellement :
{\displaystyle {\begin{cases}{\begin{aligned}\mathbf {K} \mathbf {\lambda } &={\mathbf {K} }_{0}\\{Z}_{0}^{*}&=\mathbf {\lambda } ^{\operatorname {T} }\,\mathbf {Z} \end{aligned}}\end{cases}}\mathrm {,~avec~} \mathbf {K} ={\begin{pmatrix}K_{1,1}&\cdots &K_{1,n}&1\\\vdots &\ddots &\vdots &\vdots \\K_{n,1}&\cdots &K_{n,n}&1\\1&\cdots &1&0\end{pmatrix}}\mathrm {,~} \mathbf {\lambda } ={\begin{pmatrix}\lambda _{1}\\\vdots \\\lambda _{n}\\\mu \end{pmatrix}}\mathrm {,~} \mathbf {K} _{0}={\begin{pmatrix}K_{1,0}\\\vdots \\K_{n,0}\\1\end{pmatrix}}\mathrm {,~} \mathbf {Z} ={\begin{pmatrix}Z_{1}\\\vdots \\Z_{n}\\0\end{pmatrix}}}

La variance d'estimation en krigeage ordinaire est
{\displaystyle {\sigma _{\mathrm {O} }}^{2}=K_{0,0}-\sum _{i}\lambda _{i}K_{0,i}-\mu }
On peut utiliser la même démarche pour évaluer l'espérance inconnue. Soit son estimateur M*.
Hypothèses d'écriture du krigeage de l'espérance
1. La linéarité donne {\textstyle M^{*}=\sum _{i}\lambda _{i}Z_{i}}
2. L'autorisation est assurée
3. L'universalité impose {\textstyle m\left(\sum _{i}\lambda _{i}-1\right)=0~\forall m}, donc {\textstyle \sum _{i}\lambda _{i}=1}
4. L'optimalité se résout par multiplicateur de Lagrange (noté μM) en le système ci-après.

{\displaystyle {\begin{cases}{\begin{aligned}&\sum _{j}\lambda _{j}K_{i,j}+\mu _{\mathrm {M} }&=0&~\forall i\\&\sum _{j}\lambda _{j}&=1\end{aligned}}\end{cases}}}
La variance de l'évaluation de la moyenne est donc :
{\displaystyle {\sigma _{\mathrm {M} }}^{2}=-\mu _{\mathrm {M} }}

### Krigeage strictement intrinsèque (krigeage ordinaire, 2)
Soit Z strictement intrinsèque sans dérive.
Hypothèses d'écriture du krigeage ordinaire
1. La linéarité donne {\textstyle Z_{0}^{*}=\sum _{i}\lambda _{i}Z_{i}};
2. L'autorisation, dans le modèle intrinsèque, donne {\textstyle \sum _{i}\lambda _{i}=1}
3. L'universalité est respectée, car une combinaison linéaire autorisée dans le modèle intrinsèque sans dérive est d'espérance nulle
4. L'optimalité nécessite {\textstyle \mathbf {Var} \left[\sum _{i}\lambda _{i}Z_{i}-Z_{0}\right]=-\sum _{i,j}\lambda _{i}\gamma _{i,j}\lambda _{j}+2\sum _{i}\lambda _{i}\gamma _{i,j}}

Ce cas est identique au précédent, écrit en variogramme :
{\displaystyle {\begin{cases}{\begin{aligned}-&\sum _{j}\lambda _{j}\gamma _{i,j}&+\mu &=-\gamma _{i,0}~\forall i\\&\sum _{j}\lambda _{j}&&=1\end{aligned}}\end{cases}}}
La variance d'estimation en krigeage ordinaire est encore
{\displaystyle {\sigma _{\mathrm {O} }}^{2}=-\gamma _{0,0}-\sum _{i}\lambda _{i}\gamma _{0,i}-\mu } (le plus généralement γ0,0=0).

### Lien entre krigeages simple et ordinaire
Le krigeage ordinaire ponctuel se décompose en deux étapes : estimation de la moyenne du processus par krigeage ordinaire, puis krigeage simple en tenant compte de cette moyenne. Posant respectivement λm,i, μm et σO,m2 les poids, multiplicateurs de Lagrange et variance de krigeage ordinaire pour l'estimation de la moyenne, λO,i et μ les poids et multiplicateur de Lagrange pour le krigeage ordinaire, λS,i les poids de krigeage simple, et S=(1−∑iλS,i) le poids de la moyenne en krigeage simple, on a :
{\displaystyle \lambda _{\mathrm {O} ,i}=\lambda _{\mathrm {S} ,i}+S\lambda _{\mathrm {m} ,i}}
{\displaystyle \mu =S\mu _{\mathrm {m} }}
{\displaystyle {\sigma _{\mathrm {O} }}^{2}={\sigma _{\mathrm {S} }}^{2}+S^{2}{\sigma _{\mathrm {O} ,\mathrm {m} }}^{2}}
La variance de krigeage simple est inférieure à celle du krigeage ordinaire associé. Si les données sont nombreuses et bien structurées, les deux krigeages sont proches. Sinon, le krigeage simple attribue un poids important à la moyenne globale connue, et le krigeage ordinaire attribue le même poids à une estimation locale de la moyenne, ainsi ce dernier est plus robuste quant aux défauts de stationnarité. D'une manière générale, le krigeage ordinaire est à préférer au krigeage simple, sauf cas particuliers (krigeage d'indicatrices, simulations).

### Krigeage universel
Le modèle supposé est Z(x)=Y(x)+m(x), comportant une dérive m(x) déterministe et un résidu Y(x) voulu stationnaire (résidu vrai), et d'espérance nulle. La difficulté est de séparer les deux composantes m et y dans la variable régionalisée z. Cette dichotomie peut représenter une opposition explicative entre basses et hautes fréquences, entre tendance régionale et anomalies.
La dérive est supposée décomposable selon un nombre connu de fonctions de base {\textstyle m(x)=\sum _{l}a_{l}f_{l}(x)}, généralement des monômes des coordonnées, avec f0=1 la fonction constante unité. Les coefficients al sont inconnus. Le modèle de dérive calculé par les algorithmes ci-après ne décrit pas forcément la tendance du phénomène, mais une approximation à l'échelle de travail.
Les hypothèses sur le résidu Y sont appelés sous-jacents sur Z.

#### Krigeage universel à modèle sous-jacent stationnaire d'ordre 2
Ce modèle est interprétable comme ayant une force de rappel autour de la dérive. La covariance est posée {\textstyle K_{a,b}=\mathbf {Cov} \left[Z(a),Z(b)\right]=\mathbf {Cov} \left[Y(a),Y(b)\right]}.
On notera fli la valeur de fl au point xi, pour i=0…n.
Hypothèses d'écriture du krigeage universel sur FASt-2
1. La linéarité donne {\textstyle Z_{0}^{*}=\sum _{i}Z_{i}}
2. L'autorisation est assurée
3. L'universalité impose {\textstyle a_{l}\left(\sum _{i}\lambda _{i}f_{li}-f_{l0}\right)} avec al inconnus, d'où {\textstyle \sum _{i}\lambda _{i}f_{li}-f_{l0}=0,\forall l}
4. L'optimalité introduit les multiplicateurs de Lagrange μl; les conditions d'optimalité s'écrivent : {\textstyle \sum _{j}\lambda _{j}K_{i,j}+\mu _{l}f_{li}=K_{i,0},\forall i}

Sous forme matricielle, le krigeage universel s'écrit :
{\displaystyle {\begin{pmatrix}K_{i,j}&f_{li}\\f_{li}&{\mathit {0}}\end{pmatrix}}{\begin{pmatrix}\lambda _{j}\\\mu _{l}\end{pmatrix}}={\begin{pmatrix}K_{i,0}\\f_{l0}\end{pmatrix}}}
La variance d'estimation est:
{\displaystyle {\sigma _{\mathrm {U} }}^{2}=K_{0,0}-\sum _{i}\lambda _{i}K_{i,0}-\sum _{l}\mu _{l}f_{l0}}

#### Krigeage universel à modèle sous-jacent intrinsèque strict
On suppose Y intrinsèque stricte sans dérive (la dérive étant intégrée à m).
Hypothèses d'écriture du krigeage universel sur fonction aléatoire intrinsèque stricte
1. La linéarité pose {\textstyle Z_{0}^{*}=\sum _{i}\lambda _{i}Z_{i}}
2. L'autorisation impose {\textstyle \sum _{i}\lambda _{i}=1}
3. L'universalité impose {\textstyle \sum _{i}\lambda _{i}f_{li}-f_{l0}=0,\forall l\neq 0}
4. L'optimalité introduit un multiplicateur de Lagrange μ0 pour la contrainte d'autorisation, et d'autres μl,l≠0 pour les contraintes d'universalité.

Le système de krigeage s'écrit :
{\displaystyle {\begin{cases}{\begin{aligned}-&\sum _{j}\lambda _{j}\gamma _{i,j}&+\mu _{0}+\sum _{l\neq 0}\mu _{l}f_{li}&=-\gamma _{i0},&\forall i\\&\sum _{j}\lambda _{j}&&=1&\\&\sum _{j}\lambda _{j}f_{lj}&&=f_{l0},&\forall l\neq 0\end{aligned}}\end{cases}}}
Soit matriciellement :
{\displaystyle {\begin{pmatrix}-\gamma _{i,j}&1&f_{li}\\\mathbb {1} _{i}&0&\mathbb {1} _{i,l\neq 0}\\f_{lj}&0&\mathbb {0} _{i,l\neq 0}\end{pmatrix}}{\begin{pmatrix}\lambda _{j}\\\mu _{0}\\\mu _{l}\end{pmatrix}}={\begin{pmatrix}-\gamma _{i,0}\\1\\f_{l0}\end{pmatrix}}}
La variance d'estimation est :
{\displaystyle {\sigma _{\mathrm {U} }}^{2}=\sum _{i}\lambda _{i}\gamma _{i,0}-\mu _{0}-\sum _{l\neq 0}\mu _{l}f_{l0}}
Le résultat est identique au cas précédent, cependant la situation physique n'est pas la même : ici, le phénomène peut admettre un variogramme sans palier, c'est-à-dire sans force de rappel.

#### Évaluation de la dérive
Les calculs précédents ont supposé une dérive m déterministe, connue et régulière.
En modèle sous-jacent stationnaire, on pose un estimateur linéaire de la dérive {\textstyle M^{*}(x)=\sum _{i}\lambda _{i}Z_{i}}. Les λi sont solutions du système :
{\displaystyle {\begin{cases}{\begin{aligned}&\sum _{j}\lambda _{j}K_{i,j}&+\sum _{l}\mu _{l}f_{li}&=0,~\forall i\\&\sum _{j}\lambda _{j}f_{lj}&&=f_{l0},^{~}\forall l\end{aligned}}\end{cases}}}
Et la variance d'estimation en est :
{\displaystyle {\sigma _{\mathrm {D} }}^{2}=-\sum _{l}\mu _{l}f_{l0}}
En modèle sous-jacent intrinsèque strict, les contraintes d'autorisation et d'universalité sont incompatibles ; l'estimation optimale de la dérive est impossible.

### Krigeage intrinsèque (FAI-k)
On suppose ici que Z est une FAI-k, k étant une valeur donnée.
Hypothèses d'écriture du krigeage sur FAI-k
1. La linéarité pose {\textstyle Z^{*}=\sum _{i}\lambda _{i}Z_{i}}
2. L'autorisation à l'ordre k demande {\textstyle \forall l\in \left[\![0;k\right]\!],\sum _{i}f_{l_{i}}f_{l_{0}}=0}. En utilisant la mesure de Dirac δi(dt), on peut écrire : {\textstyle Z^{*}\left(x\right)-Z\left(x\right)={\tilde {Z}}\left(\sum _{i}\lambda _{i}\delta _{i}-\delta _{x}\right)}
3. L'universalité est assurée puisque toutes les combinaisons linéaires autorisées sont d'espérance nulle.
4. L'optimalité demande à minimiser conditionnellement : {\textstyle \sigma ^{2}=\mathrm {Var} \left[\sum _{i}\lambda _{i}Z_{i}-Z_{0}\right]=\sum _{i,j}\lambda _{i}K_{ij}\lambda _{j}-2\sum _{i}\lambda _{i}K_{i0}+K_{00}}. Soit les conditions d'optimalité {\textstyle \forall i,\sum _{j}\lambda _{j}K_{ij}+\sum _{l}\mu _{l}f_{l_{i}}=K_{i0}}.

Le système de krigeage intrinsèque s'écrit :
{\displaystyle {\begin{cases}{\begin{aligned}\sum _{j}\lambda _{j}K_{i,j}+\sum _{l}\mu _{l}f_{l_{i}}&=K_{i,0}&\forall i\\\sum _{j}\lambda _{j}f_{l_{j}}&=f_{l_{0}}&\forall l\end{aligned}}\end{cases}}}
La variance d'estimation en krigeage intrinsèque est :
{\displaystyle {\sigma _{\mathrm {I} }}^{2}=K_{0,0}-\sum _{i}\lambda _{i}K_{0,i}-\sum _{l}\mu _{l}f_{l_{0}}}
On dispose des propriétés suivantes :
- superposition des figures de krigeage : soit un opérateur linéaire Φ, alors Φ*(Z)=Φ(Z*). On peut écrire {\textstyle \Phi ^{*}\left(Z\right)=\sum _{j}\lambda _{\Phi j}Z_{j}} avec {\textstyle \lambda _{\Phi j}=\int \lambda _{j}(x)\Phi \left(\operatorname {d} x\right)}
- orthogonalité : soit ν une combinaison linéaire autorisée ({\textstyle \sum _{i}\nu _{i}f_{l_{i}}=0}), soit Φ une forme linéaire, alors {\textstyle \mathrm {Cov} \left[\Phi (Z)-\Phi ^{*}(Z)\sum _{i}\nu _{i}Z_{i}\right]=0}
- lissage : la variance de Z* n'est pas définie. Soit Φ une forme linéaire telle que {\textstyle \int f_{l}(t)\Phi (\operatorname {d} t)=0}, alors la variance de l'estimateur est inférieure à celle de la forme linéaire ({\textstyle \mathrm {Var} [\Phi ^{*}(Z)]\leq \mathrm {Var} [\Phi (Z)]}) ; de plus elle n'est pas stationnaire (pas invariante pour une translation de Φ).

### Régularité du krigeage
Conditions de régularité du système de krigeage — Le système de krigeage (en krigeage intrinsèque) est régulier ssi
- la sous-matrice K est positive conditionnelle stricte :

{\displaystyle \forall {\lambda \in \Lambda _{k}},\sum _{i,j}\lambda _{i}K_{i,j}\lambda _{j}\geq \ \mathrm {et} \ \sum _{i,j}\lambda _{i}K_{i,j}\lambda _{j}=0\ \Rightarrow \ \lambda =0}
- les fonctions de base sont linéairement indépendantes sur les données

{\displaystyle \forall {i},\sum _{l}\left(c_{l}f_{l_{i}}\right)=0\ \Rightarrow \ \sum _{l}c_{l}=0}

### Dualité du krigeage
Supposons le système de krigeage intrinsèque régulier. Le système dual est défini par:
{\displaystyle {\begin{cases}{\begin{aligned}&\sum _{i}b_{i}K_{j,i}+\sum _{l}c_{l}f_{l_{j}}&=z_{j}~\forall j\\&\sum _{i}b_{i}f_{l_{i}}&=0~\forall l\end{aligned}}\end{cases}}}
Sa résolution selon bi et cl fournit une approche non-probabiliste du krigeage, à travers l'égalité suivante, où les coefficients sont indépendants du lieu d'évaluation x0:
{\displaystyle z_{0}^{*}=\sum _{i}b_{i}K_{i,0}+c_{l}f_{l_{0}}}
Le krigeage peut donc se caractériser comme l'interpolateur z* :
- linéaire : {\textstyle \exists \ b_{i},c_{l},\ \forall x,\ z^{*}\left(x\right)=b_{i}K_{i,x}+c_{l}f_{l_{x}}}
- exact : {\textstyle z^{*}\left(x_{j}\right)=z_{j}}
- défini-compatible avec les dérives : si les données zi valent fsi, alors {\textstyle z^{*}\left(x\right)=f_{s}\left(x\right)}

Un théorème établi par Georges Matheron montre l'équivalence entre spline et krigeage, même si la conversion n'est en pratique pas aisée.

## Propriétés du krigeage
- C'est un interpolateur exact : si le point d'estimation est un point de donnée, le krigeage renvoie la donnée en ce point ; par contre, si le variogramme comporte un effet pépite, la continuité n'est pas garantie au voisinage des points de données, et l'estimation donne l'impression de ne pas passer par la donnée.
- C'est une opération linéaire : le krigeage d'une combinaison linéaire est la combinaison linéaire des krigeages, à condition d'utiliser le même jeu de données (théorème de superposition des figures de krigeage).
  - Le krigeage sur deux domaines disjoints est la somme des krigeages sur ces domaines.
  - La moyenne estimée sur un domaine est la moyenne des krigeages ponctuels sur ce domaine.
  - Le krigeage d'une convoluée est la convoluée des krigeages ponctuels {\textstyle \left[\int p(\mathrm {d} x)Z(X)\right]^{*}=\int p(\mathrm {d} x)Z^{*}(x)}.
  - le krigeage d'une dérivée est la dérivée du krigeage.
- effet d'écran : les points les plus près reçoivent les poids les plus importants (cas d'un variogramme croissant).
- lissage : les estimations sont moins variables que les données.

- transitivité : on peut ajouter, comme donnée, une estimation ponctuelle par krigeage sans changer le résultat pour les autres points d'estimations. Par contre, les variances de krigeage sont diminuées.
- presque sans biais conditionnel : si l'on applique une coupure aux estimations, le résultat est proche des valeurs prévues
- Indépendance linéaire des fonctions de base sur les données : une condition nécessaire de régularité du système de krigeage universel est que les fli n'admettent pas de combinaison linéaire nulle non triviale ({\textstyle \left(\forall i,\sum _{l}c_{l}f_{li}=0\right)\Rightarrow \left(\forall l,c_{l}=0\right)}).
- Les pondérateurs sont invariants par multiplication de la fonction structurale : si l'on multiplie la covariance ou le variogramme par ω, les λi restent constants (mais les μl en krigeage universel sont divisés par ω). La variance de krigeage est multipliée par ω.
- Orthogonalité: rappelons que deux variables aléatoires sont dites orthogonales si leur covariance est nulle
  - L'erreur de krigeage simple ponctuel est orthogonale à toute combinaison linéaire des données.
  - L'erreur de krigeage ordinaire ponctuel est orthogonale à toute combinaison linéaire des données de poids total nul.
  - L'erreur de krigeage universel ponctuel est orthogonale à toute combinaison linéaire des données {\textstyle \sum _{i}\phi _{i}f_{li}} qui filtre la famille des fonctions de base, c'est-à-dire telle que {\textstyle \forall l,\sum _{i}\phi _{i}f_{li}=0}.

## Autres utilisations du krigeage

### Filtrage de composantes
Supposons une variable aléatoire Z = m + ∑iYi avec m sa moyenne et Yi des variables aléatoires intrinsèques indépendantes deux à deux, de moyenne nulle et de variogrammes respectifs γi. On peut poser un estimateur d'une composante Yk sous la forme :
{\displaystyle {Y_{k}}^{*}=\sum _{i}\lambda _{i}Z_{i}}
 où les λi sont solutions de :
{\displaystyle {\begin{cases}{\begin{aligned}-&\sum _{j}\lambda _{j}\gamma _{i,j}&+\mu &=-&\gamma _{k;i,0}&~\forall i\\&\sum _{j}\lambda _{j}&&=&0\end{aligned}}\end{cases}}}

### Krigeage factoriel
Soit un jeu de variables Zn, n∈⟦1;N⟧, dont les variogrammes sont supposées combinaisons linéaires de structures γp, p∈⟦1;P⟧. Étudions une structure numéroté p. Posons un jeu de variables Yp, n, orthogonales (moyenne nulle et variance unitaire), indépendantes deux à deux et de même variogramme. Posons :
{\displaystyle Z_{n}=m_{n}+\sum _{p=1}^{P}\sum _{k=1}^{N}a_{p,n,k}Y_{p,k}}
Cette décomposition n'est néanmoins pas unique ; le sens physique des Yp,k n'est pas garanti.
On a rapidement les variogrammes croisés :
{\displaystyle \gamma _{Z_{i},Z_{j}}=\sum _{p=1}^{P}b_{p,i,j}\gamma _{p}} où {\displaystyle b_{p,i,j}=\sum _{k=1}^{N}a_{p,i,k}a_{p,j,k}}
On obtient des matrices (bp,i,j)i,j symétriques et définies positives. Par renumérotation selon p, les Yp,n sont ordonnés de manière décroissante selon leur valeur propre (la part de variance de la composante d'échelle)[pas clair].
Le krigeage factoriel consiste à tenir compte des structures les plus explicatives (dont la valeur propre est significative), soit les p premières composantes (p≤p) :
{\displaystyle {Z_{n}}^{*}\simeq {m_{i}}^{*}+\sum _{p=1}^{\bar {p}}\sum _{k=1}^{N}a_{p,j,k}Y_{p,k}^{*}}

### Krigeage de bloc
Ce krigeage n'est pas ponctuel : il vise à estimer la variable Z sur un volume ou support v. Dans le cas d'une FAI-k, cela revient à remplacer :
- la covariance Ki,0 par

{\displaystyle K_{i,v}={\frac {1}{\left|v\right|}}\int _{v}K_{i,x}\mathrm {d} x}
- les fonctions de base fl0 par

{\displaystyle f_{l,v}={\frac {1}{\left|v\right|}}\int _{v}f_{l,x}\mathrm {d} x}
- la variance K0,0 par

{\displaystyle K_{v,v}={\frac {1}{\left|v\right|^{2}}}\int _{v}\int _{v}K_{x,y}\mathrm {d} x\mathrm {d} y}
Le système de krigeage de bloc s'écrit :
{\displaystyle {\begin{cases}{\begin{aligned}&\sum _{j}\lambda _{j}K_{i,j}+\sum _{l}\mu _{l}f_{l_{i}}&=K_{i,v}&\forall i\\&\sum _{i}\lambda _{i}f_{l_{i}}&=f_{l,v}&\forall l\end{aligned}}\end{cases}}}
La variance d'estimation en krigeage de bloc est{\displaystyle {\sigma _{\mathrm {B} }}^{2}=K_{v,v}-\sum _{i}\lambda _{i}K_{i,v}-\sum _{l}\mu _{l}f_{l,v}}
Les calculs d'intégrales nécessitent des algorithmes de discrétisation. Une variante est le krigeage de polygone ou de polyformes.

### Estimation de gradient
Le but est d'estimer ∂Z⁄∂u dans une direction u (vecteur unitaire). On posera la définition :
{\displaystyle {\frac {\partial Z}{\partial u}}=\lim _{r\to 0^{+}}{\frac {Z\left(x+ru\right)-Z\left(x-ru\right)}{2r}}}
Si la covariance K(h) est stationnaire et isotrope, Z est différentiable ssi k est deux fois différentiable en 0 ; alors la covariance de Z′ est −K″, qui est définie en tout point. Alors (∂Z⁄∂u)*=∂Z*⁄∂u. Dans des cas courants, la condition n'est pas forcément remplie et ∂Z⁄∂u n'est pas défini ; on étend alors la relation précédente.
Si Z a un effet pépite, c'est la dérivée de la partie continue du phénomène qui est estimée.
Le système de krigeage de gradient s'écrit :
{\displaystyle {\begin{cases}{\begin{aligned}&\sum _{j}\lambda _{j}K_{i,j}+\sum _{l}\mu _{l}f_{l_{i}}&={\frac {\partial K_{i,0}}{\partial u}}&\ \forall i\\&\sum _{i}\lambda _{i}f_{l_{j}}&={\frac {\partial f_{l_{0}}}{\partial u}}&\ \forall l\end{aligned}}\end{cases}}}
La variance d'estimation en krigeage de gradient est 

### Krigeage avec inégalités
En théorie, le krigeage ne permet pas de traiter des contraintes d'inégalité. Néanmoins, des algorithmes à base d'échantillonnage de Gibbs ont été développés pour fournir une solution approchée dans le cas d'une variable gaussienne.

## Cokrigeage
Soit le cas multivariable d'une fonction aléatoire stationnaire d'ordre 2 d'espérance nulle, sur
ℝn✕D. Le cas se ramène aisément au cas simple ; de cela découlent les propriétés générales, comme l'interpolation exacte, la superposition des figures de krigeage…
Le résultat d'un cokrigeage multivariable donne un rôle symétrique aux différentes composantes, tant sur leur hiérarchie que sur leur échantillonnage. Par rapport au cas monovariable, le cokrigeage multivariable exige plus de doigté, de données et de contrôles avant et après l'évaluation.

### Variables séparées
Si les composantes de Z sont indépendantes, la matrice de cokrigeage devient diagonale de composantes Ki , i, i ∈ ⟦1 , d⟧. Cette séparation des variables conduit à des krigeages simples sur chacune des composantes.

### Cokrigeage universel
Dans le cas général, on pose la FASt-2 multivariable Z comme somme d'une FASt-2 multivariable d'espérance nulle Y et d'une dérive m déterministe décomposée selon une base de fonctions fl:
{\displaystyle Z\left(x,i\right)=Y\left(x,i\right)+\sum _{l}a_{l}f_{l}\left(x,i\right)}
Les fonctions de base peuvent être choisies de manière à refléter des liaisons entre les dérives. Par exemple, dans le cas ℝ✕{1,2}, bivariable sur un espace à une dimension, on peut supposer :
- Les dérives m(x,1) et m(x,2) algébriquement indépendantes de degrés respectifs k1 et k2. On posera les k1+k2+2 fonctions de base, écrites comme couples de fonctions monovariables : {1, 0}, {x, 0}, …, {xk1, 0}, {0, 1}, {0, x}, …, {0, xk2}.
- Les dérives sont égales et de degré k. On posera la famille de k+1 fonctions de base {xi, xi}, i ∈ ⟦ 0 , k⟧.
- La dérive m(x,2) est la dérivée de m(x,1), celle-ci étant de degré k. On posera la famille de k+1 fonctions de base {1, 0}, {xi, i×xi−1}, i ∈ ⟦1 , k⟧.

### Régularité du système
Les conditions de régularité du système sont similaires à celles du krigeage monovariable:
- la matrice de covariance est positive conditionnelle stricte sur les données, et
- les fonctions de base sont linéairement indépendantes sur les données.

Cependant, la conditionnalité n'est pas une condition d'autorisation comme dans le cas monovariable, mais de filtrage, et signifie que toute mesure ν satisfaisant aux contraintes {\textstyle \forall l\in \left\{1,\cdots ,k\right\},\sum _{j}\int _{S_{j}}\nu _{j}\left(\mathrm {d} y\right)f_{l}\left(y,j\right)=0}, on a :
{\displaystyle \sum _{i,j}\int _{S_{i}}\int _{S_{j}}\nu _{i}\left(\mathrm {d} x\right)K_{i,j}(x,y)\nu _{j}\left(\mathrm {d} y\right)=0\Rightarrow \nu =0}

### Coestimation optimale des coefficients de la dérive
Les coefficients al de la dérive peuvent s'estimer par :
{\displaystyle A_{l}^{*}=\sum _{j\in D}\int _{S_{j}}\lambda _{j}\left(\mathrm {d} y\right)Z\left(y,j\right)}, où {\displaystyle \lambda _{l}\left(\mathrm {d} y\right)} est solution d'un système de krigeage.

### Forme duale
On adopte une notation par des mesures :
{\displaystyle z^{*}\left(x_{0},i_{0}\right)=\sum _{j\in D}\int _{S_{j}}\psi _{j}\left(\mathrm {d} y\right)K_{j,i_{0}}\left(y,x_{0}\right)+\sum _{s}{a^{*}}_{s}f_{s}\left(x_{0},i_{0}\right),~\forall \left(x_{0},i_{0}\right)\in S}
Les mesures ψj et les coefficients a*
l sont solutions du système dual :
{\displaystyle {\begin{aligned}&\forall \left(x,i\right)\in S,l\in [\![1;k]\!]\\&{\begin{cases}\sum _{j\in D}\int _{S_{j}}\psi _{j}\left(\mathrm {d} y\right)K_{i,j}\left(x,y\right)+\sum _{s}{a^{*}}_{s}f_{s}\left(x,i\right)&=z\left(x,i\right)\\\sum _{j\in D}\int _{S_{j}}\psi _{j}\left(\mathrm {d} y\right)f_{l}\left(y,j\right)&=0\end{cases}}\end{aligned}}}

## Krigeage avec dérive
Le krigeage avec dérive part d'une situation où on suppose que la connaissance de la variable régionalisée étudiée z, qu'on supposera ici FASt-2, peut être améliorée par celle d'une autre variable régionalisée bien mieux échantillonnée (par exemple, la pluviométrie et le relief); cette seconde variable est nommée fonction de forme s ; elle doit être connue (ou estimée) aux points de données de z et aux points d'estimation. On posera entre l'espérance de Z et s, par exemple polynomiale (et souvent affine, avec k = 1):
{\displaystyle \mathbf {E} \left[Z\left(x\right)\right]=\sum _{l=0}^{k}a_{l}s^{l}\left(x\right)}
Le krigeage s'effectue de manière similaire au krigeage universel.